# Brad vs Satchel
Brad vs Satchel è una raccolta di canzoni inedite e brani incompleti delle rock band statunitensi Brad e Satchel, due gruppi del cantante e pianista Shawn Smith.
Il disco è stato pubblicato il 26 luglio 2005 per l'etichetta discografica The Establishment Store.

## Il disco
Nel periodo di registrazione del disco (1997-2001) i Brad e i Satchel condividevano tre membri: il cantante e pianista Shawn Smith, il batterista Regan Hagar e il bassista Mike Berg. I brani eseguiti dai Brad presenti in questa raccolta sono stati registrati durante le sessioni di Welcome to Discovery Park, terzo album della band.
Le quattro tracce dei Satchel sono state registrate da Berg, Hagar e Smith presso lo Studio Litho di Seattle nel 1997 assieme al tecnico del suono Matt Bayles. Gli altri brani sono stati registrati nel 2001 nello stesso studio dai Brad, con l'assistenza dei tecnici Matt Bayles e Floyd Reitsma.
Dopo questo disco i Satchel sono confluiti nei Brad e non hanno più pubblicato musica con il nome di Satchel fino alla reunion del 2010.

## Tracce
Registrato nel 1997 dai Satchel:
1. Looking Forward (Berg, Hagar, Smith) – 4:50
2. Peace & Quiet (Berg, Hagar, Smith) – 5:30
3. Takin' It Back (Berg, Hagar, Smith) – 3:47

Registrato nel 2001 dai Brad:
1. Roll Over (Berg, Gossard, Hagar, Smith) – 3:23

Registrato nel 1997 dai Satchel:
1. Whose Side Are You On (Berg, Hagar, Smith) – 5:28

Registrato nel 2001 dai Brad:
1. I Don't Know If...You'll (Berg, Gossard, Hagar, Smith) – 4:44
2. 3 O'Clock (Berg, Gossard, Hagar, Smith) – 2:53
3. Summertime Song (Berg, Gossard, Hagar, Smith) – 3:14
4. I Must Confess (Berg, Gossard, Hagar, Smith) – 5:09
5. Awake (Berg, Gossard, Hagar, Smith) – 4:54
6. Playground (Berg, Gossard, Hagar, Smith) – 6:23

## Formazione
Brad
- Stone Gossard – chitarra
- Regan Hagar – batteria
- Shawn Smith – voce principale, pianoforte, tastiere
- Mike Berg – basso
- Jeremy Toback – basso

Satchel
- Regan Hagar – batteria
- Shawn Smith – voce principale, pianoforte, tastiere
- Mike Berg – basso